# Дэверн, Ноэль
Майкл Кристофер Ноэль Дэверн (24 декабря 1945, Кашел — 27 октября 2013) — ирландский политик. Министр промышленности и торговли. Министр образования. Состоял в Европейском парламенте.